# Station Forest Gate
Forest Gate is een spoorwegstation van National Rail in Newham in Engeland. Het station is eigendom van Network Rail en wordt beheerd door Transport for London.

## Geschiedenis
Forest Gate werd voor het eerst geopend in 1840 door de Eastern Counties Railway, een jaar nadat de lijn was gebouwd, op 8,5 kilometer ten oosten van Liverpool Street. In 1843 werd het gesloten, maar na   druk van de plaatselijke bevolking werd het heropend op 31 mei 1846. De Eastern Counties Railway werd in onderdeel van de Great Eastern Railway (GER). In het interbellum werd de GER ondergebracht in de houdstermaatschappij London North Eastern Railway die bij de nationalisatie in 1948 opging in British Railways. Rond 1990 werd British Railways gesplitst en in 1996 werden concessies verleend voor de treindiensten op de GEML. De stoptreinen werden toen gegund aan Greater Anglia die ze tot 31 mei 2015 onderhield.
Forest Gate was in de plannen van Crossrail opgenomen als onderdeel van de oosttak van hun Elizabeth line. De bouw van de Elizabeth line begon in 2008 en zou eind 2018 geopend worden. De Elizabeth line werd echter pas op 17 mei 2022 geopend, vooruitlopend hierop nam Transport for London (TfL) op 31 mei 2015 de diensten tussen Liverpool Street en Shenfield over onder de naam TfL Rail. TfL nam ook treinstellen class 345 in dienst die ruim 200 meter lang zijn, waardoor de perrons van Forest Gate moesten worden verlengd. Daarnaast maakte TfL het hele station rolstoeltoegankelijk door de plaatsing van drie nieuwe liften die toegang bieden tot alle perron. Verder werd de verlichting verbeterd en bewegwijzering, hulppunten en nieuwe kaartautomaten geplaatst. In de opgeknapte stationshal kwamen ook OV-poortjes van TfL.

## Voorvallen
Op 24 mei 1953, rond 04.00 uur, raakten drie treinpersoneelsleden gewond bij een botsing tussen een goederentrein en een personeelstrein ten oosten van station Forest Gate. Een goederentrein naar Londen die was vertrokken van het goederenemplacement Goodmayes stak over van de voorstadslijn naar de hoofdlijn toen een personeelstrein op weg naar het opstelterrein bij Gidea Park door rood reed en in botsing kwam met de goederentrein met een snelheid van ongeveer 35 m/u. Een verslag van het ministerie van Transport en Burgerluchtvaart verweet de bestuurder van de personeelstrein onoplettendheid. 

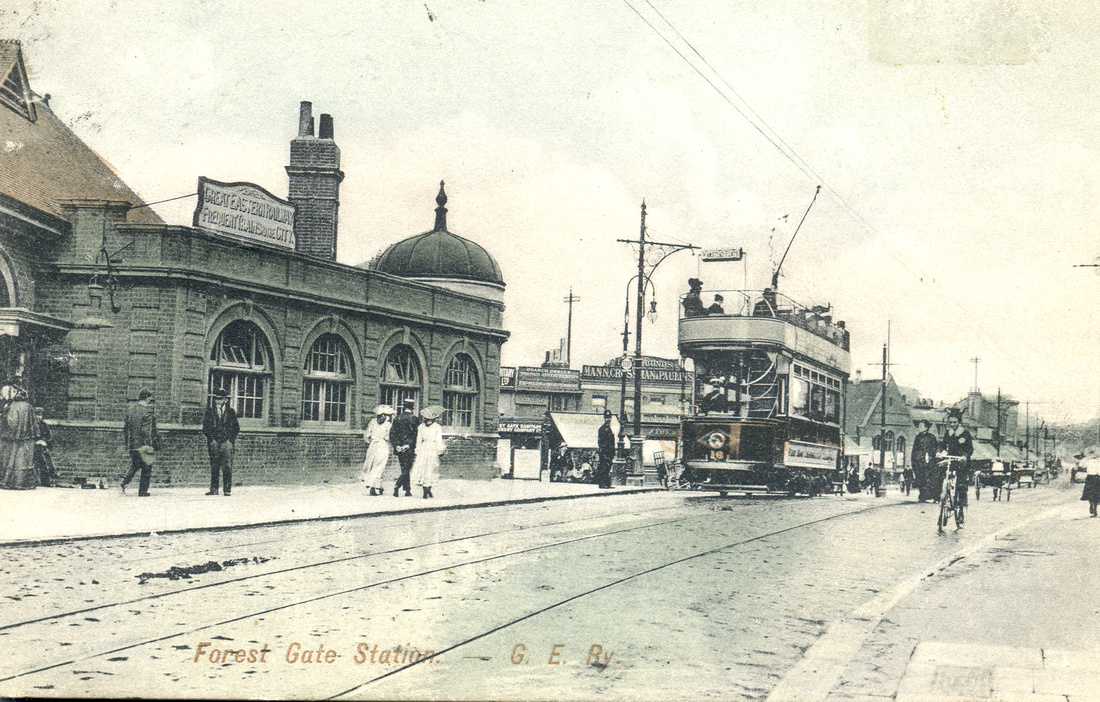
Het station in 1904.
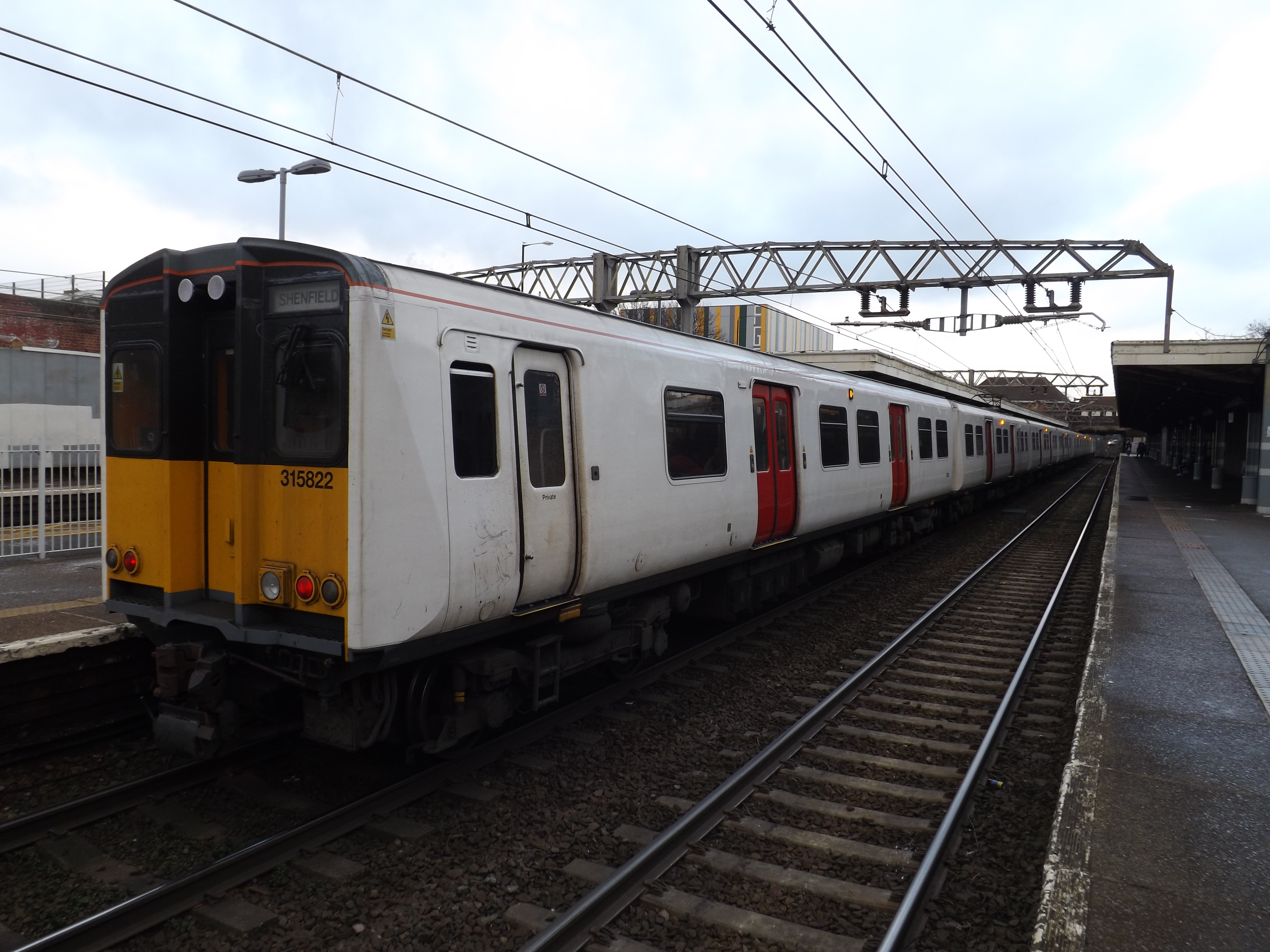
Een stoptrein in februari 2015 te Forest Gate.
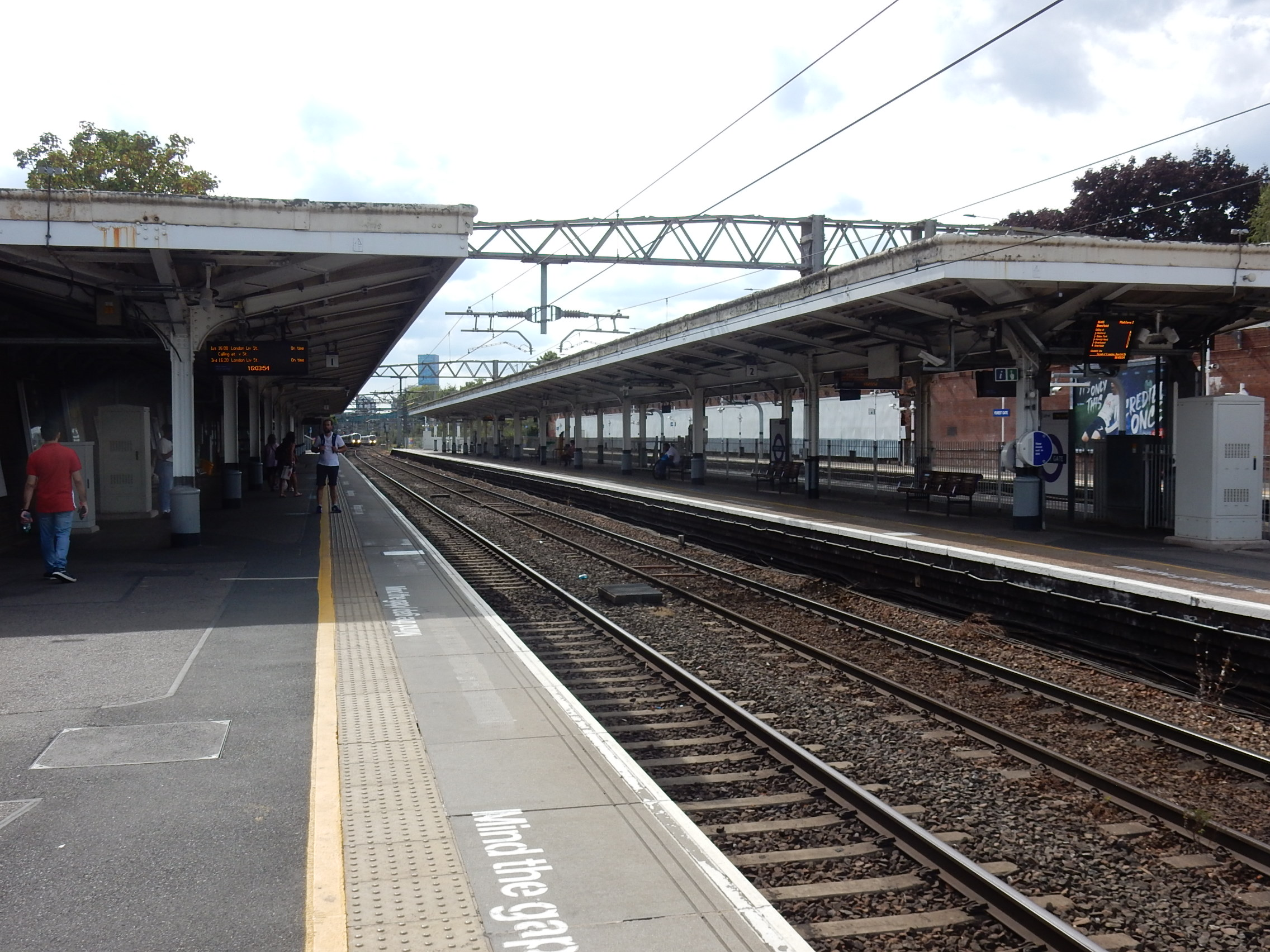
Sporen en perrons in de huisstijl van de Elizabeth line.

## Reizigersdienst
330m ten noorden van het station ligt Station Wanstead Park, aan de spoorlijn van Gospel Oak naar Barking, waar overstappers zonder opnieuw het instaptarief te betalen hun reis mogen voortzetten.

### Elizabeth line
De diensten ten oosten van Liverpool Street worden sinds 24 mei 2022 gereden onder de naam Elizabeth Line al moesten reizigers tot de opening van de tunnel tussen Whitechapel en Stratford, op 6 november 2022, in Liverpool Street overstappen tussen de bovengrondse perrons van het oostelijke deel van de lijn en de ondergrondse perrons van de rest van de Elizabeth Line. Vanaf het voorjaar 2023 zullen rechtstreekse diensten tussen Shenfield en Reading worden aangeboden. De frequentie op de Elizabeth Line is 8 treinen per uur in beide richtingen.

### Busverbindingen
| Lijn | Route                                                                     |
| ---- | ------------------------------------------------------------------------- |
| 58   | Walthamstow - Leyton - Forest Gate - East Ham                             |
| 308  | Clapton Park - Spitalfields - Leyton - Stratford - Forest Gate - Wanstead |
| 330  | Forest Gate - Plaistow - Canning Town                                     |